# Ataque al pesquero Mencey de Abona de 1980
El ataque al pesquero Mencey de Abona fue un ataque terrorista del Frente Polisario contra un pesquero español, que tuvo lugar el 3 de noviembre de 1980, en aguas internacionales frente a las costas del Sahara Occidental, en la región de Dajla-Río de Oro, en Marruecos.

## Ataque
El pesquero artesanal Mencey de Abona había salido del puerto de Las Palmas el 28 de octubre de 1980. Contaba con doce tripulantes y faenaba en el banco pesquero canario-sahariano. El barco fue abordado y Domingo Quintana fue torturado, atado de pies y manos y arrojado por la borda atado a una bandera del Frente Polisario. El barco fue hundido. Tras perder contacto con el barco, buques de la Armada que velaban por la seguridad de los pesqueros comenzaron la búsqueda, sin resultado. En 1977 Hach Ahmed había declarado en Madrid que en el Polisario "No garantizamos la vida de los que transiten por el Sahara o por sus aguas tradicionales".

## Víctimas
El cadáver de Domingo Quintana, de 36 años fue localizado un mes después del suceso por el barco Sabemar con signos de tortura, atado de pies y manos, con la bandera de Frente Polisario atada al cuerpo. Al mes siguiente un pesquero coreano rescató otro cadáver, que fue devuelto al mar. Del resto de tripulantes jamás se encontró rastro.

## Consecuencias
Sin consecuencias penales para Frente Polisario, que continuó ametrallando pesqueros y realizando secuestros, como en el caso del pesquero Junquito y el patrullero Tagomago de 1985, que supusieron la expulsión temporal del Frente Polisario de España. Tras décadas de olvido institucional y de la sociedad española, la Ley de Víctimas del Terrorismo de 2011 reconoció a las víctimas canarias de los atentados terroristas del Frente Polisario. En 2014 a tres de los tripulantes, incluido Quintana, les fue concedida la Gran Cruz del Reconocimiento Civil a las Víctimas del Terrorismo.